# 可內樂
可內樂（法語：Quenelle，法語發音：[kə.nɛl]），為法國里昂地區名菜，由魚與肉混合成蛋狀，多使用整隻當地生產的多刺河魚做成，有時結合碎麵包、蛋液，通常以沸水煮熟。
以前可內樂多為高級料理的裝飾，現今常被烹調成一道菜。可內樂製作程序非常麻煩，在一般餐廳沒辦法吃到，它的高貴形象在法國餐廳裡根深柢固。當今可內樂一詞已獨立為法式餐飲中橢圓造型的代名詞。廣義而言，可內樂也可以是被做成相同形狀的其他食物，是一種讓料理提升餐廳水準的擺盤技巧。例如冰淇淋可內樂、果凍可內樂、馬鈴薯泥可內樂、韃靼牛肉可內樂等等。

## 外型與口感
可內樂是一種光滑、橄欖球型的軟性食品，呈頂部略尖的雞蛋形狀。以魚肉製成的經典可內樂寬約五公分，長約十公分，圓頭尖尾呈巨蛋橢圓形。外觀白澎水嫩，以刀切下時顫動搖晃。內為慕斯質地，入口即化，僅有淡淡的鹹味。

## 起源
可內樂一詞源於1750年。公認的詞源是德國的Knödel（麵條或餃子）。後演變至傳統法國菜「里昂梭魚丸」（quenelles de brochet），而產生Quenelle一詞。梭魚可內樂是一位名為Bon Temps的廚師為處理梭魚繁多且長又細的叉狀魚骨而發明。

## 烹調方式

### 製備
傳統的可內樂有許多種製備方式，製作過程繁雜。以下舉經典的河魚可內樂為例。
- 大多數食譜中首先將新鮮河魚去骨，切成小丁並加入蛋白打成泥。接著準備奶糊（Panade[5]），或濃稠的白醬
- 調和奶糊及魚，將混合物以篩網過濾至無雜質、纖維，成經調味的碎肉
- 將之冷藏降溫後緩慢加入鮮奶油，以打蛋器打鬆，經漫長時程膨脹至綿密細白如刮鬍霜
- 將可內樂的定型。使用一支湯匙斜斜刮起魚霜，再與另一支泡過熱水的湯匙互刮，使冰冷的魚霜碰到熱湯匙時稍稍融化
- 輕放入為滾水中，以小火煮十分鐘
- 佐以一種或多種醬料炙烤即可[6]。其搭配的醬料成粉橘色，由淡水小龍蝦連殼帶肉打碎，與奶油調和再過濾[1]

### 定型技巧

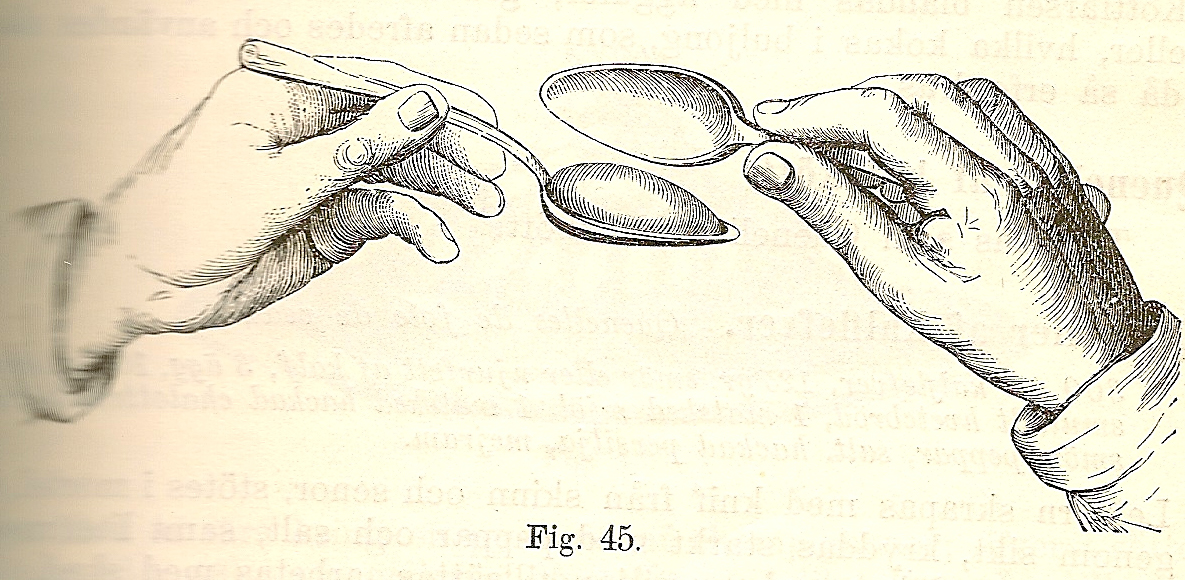
使用湯匙將可內樂定型

將可內樂定型時需考慮到室溫和所舀食物的質地。選取較為彎曲的湯匙，可使用一支或兩支湯匙互刮，讓可內樂與湯匙接觸部分格外平滑，並造成蛋形中央一道圓弧稜線。沒有明顯邊緣的可內樂，是大廚們比較喜歡的，而前者能作出更平滑的可內樂。對於冰冷的食物如雪酪來說，湯匙則必須夠熱，以讓可內樂滑落，但又不能太熱，而讓食物融化

## 菜色變化

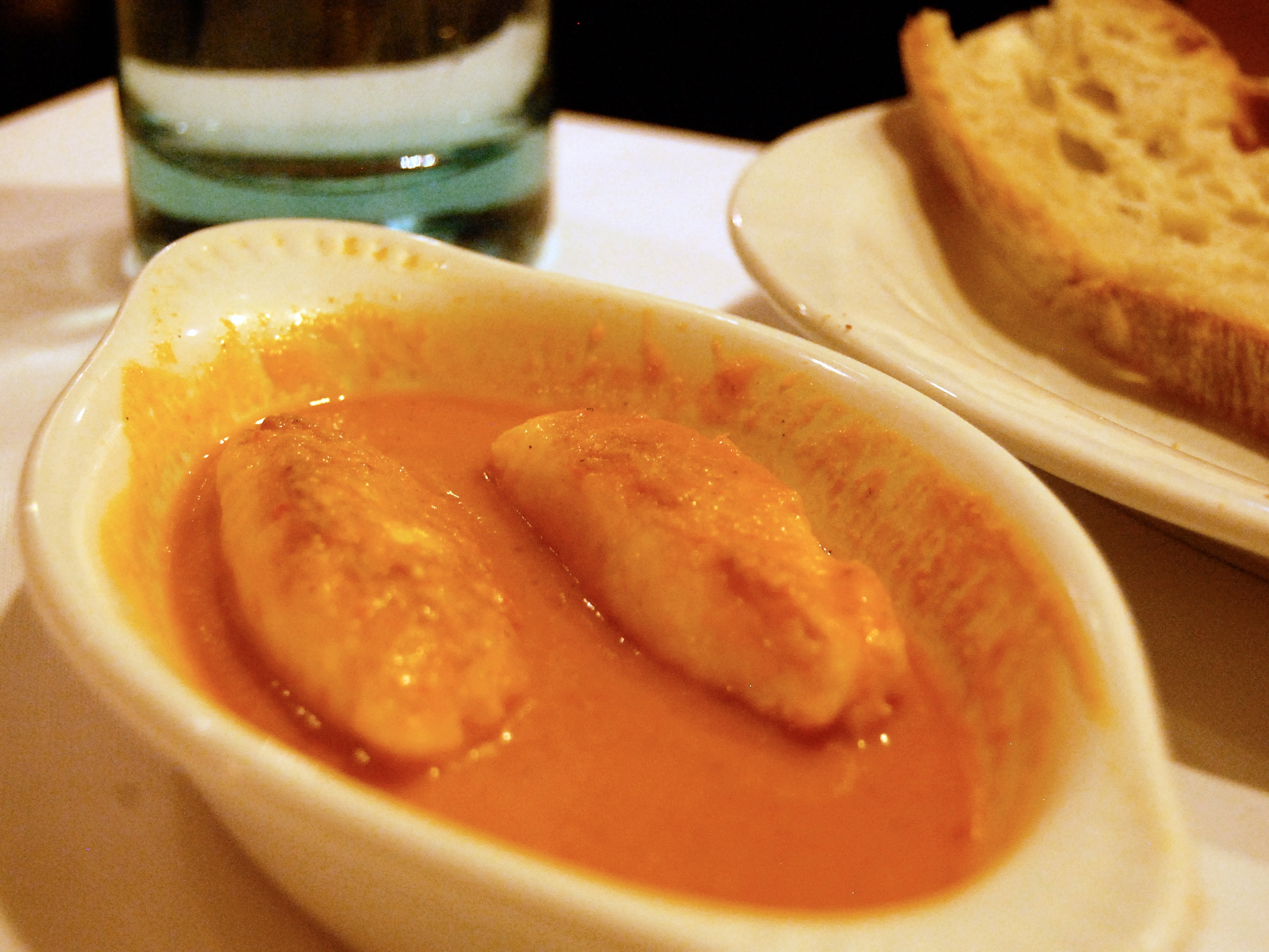
可內樂佐楠蒂阿醬(Quenelles with Nantua sauce)

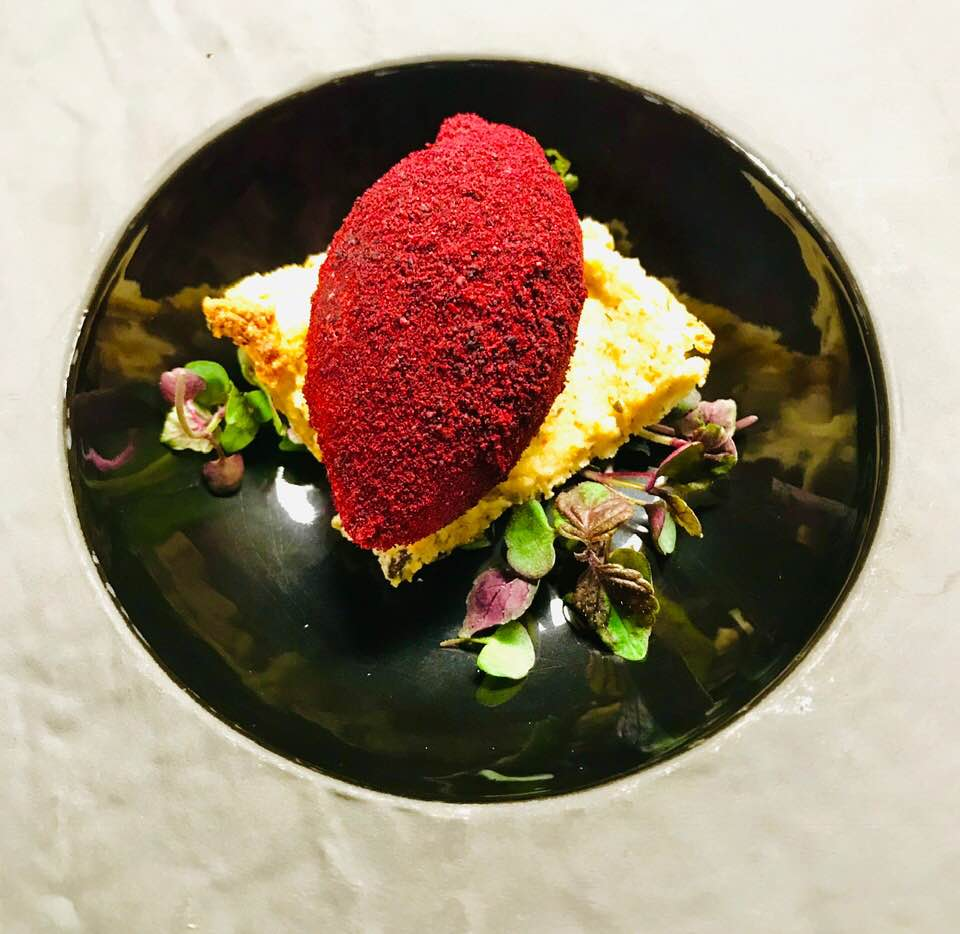
栗子可內樂裹甜菜粉

- 梭魚丸佐楠蒂阿蝦醬(Quenelles de Brochet Sauce Nantua)：梭魚丸經常結合楠蒂阿的小龍蝦醬(Sauce Nantua) 烹調成此道經典的菜色[8]，也可與穆斯林奶油醬（crème mousseline）炙烤。法國里昂和楠蒂阿以梭魚丸（quenelles de brochet，或稱梭魚可內樂）聞名，且梭魚和小龍蝦都是楠蒂阿地區的特色菜。
- 白斑狗魚可內樂佐小龍蝦醬(Quenelles de Brochet Sauce Nantua)
- 酥脆的法國麵包上，優雅地擺上一杓橢圓的魚子醬或濃郁的橄欖醬（tapenade）[2]
- 甜點搭配可內樂造型的冰淇淋、慕斯、奶油、雪酪（sorbet）或蔬菜泥